# Therese Glahn
Therese Glahn (født 14. juli 1970) er en dansk skuespillerinde, danserinde og koreograf. Hun har tidligere dannet par med skuespilleren Mark Springborg, med hvem hun i februar 2004 fik en datter.

## Uddannelse
Therese Glahn er uddannet hos David Gideon, New York og på London Contemporary Dance School i 1992

## Filmografi

### Film
Therese Glahn medvirker i følgende danske film:
| År   | Titel                                       | Rolle                                      | Noter |
| ---- | ------------------------------------------- | ------------------------------------------ | ----- |
| 1998 | Festen                                      | Michelle                                   |       |
| 1998 | Den blå munk                                | servitricen Anita                          |       |
| 2001 | Flyvende farmor                             | politibetjent                              |       |
| 2001 | Anja og Viktor - Kærlighed ved første hik 2 | serviceagent                               |       |
| 2001 | Monas verden                                | dansekoreograf                             |       |
| 2005 | Far til fire - gi'r aldrig op               | Gitte                                      |       |
| 2007 | Anja og Viktor 4 - Brændende kærlighed      | Ingrid, instruktør for fødselsforberedelse |       |
| 2008 | Far til fire - på hjemmebane                | Gitte                                      |       |
| 2009 | Karla og Katrine                            | Dolly, mors veninde                        |       |
| 2009 | Original                                    | bankfunktionær                             |       |
| 2010 | Søde lille du                               | Liva, Rasmus' mor                          |       |
| 2011 | Klassefesten                                | Hanne                                      |       |
| 2012 | Kufferten                                   | Agnes                                      |       |
| 2016 | Klassefesten 3 - Dåben                      | Hanne                                      |       |

### Tv-serier
| År      | Titel             | Rolle              | Noter         |
| ------- | ----------------- | ------------------ | ------------- |
| 1997-99 | TAXA              | Berit              | afsnit 31     |
| 1999    | Toast             | Gitte              |               |
| 2002-03 | Nikolaj og Julie  | Søs, Julies søster |               |
| 2006    | Nynne             | Lærke              |               |
| 2011-12 | Lykke             | Jeanette           |               |
| 2011    | Hjælp, det er jul |                    | Julekalender  |
| 2017    | Mercur            | frøken Haller      | afsnit 9 & 10 |

## Teater
- West side story på Nyborg Voldspil